# Mount Warner (Antarktika)
Mount Warner ist ein isolierter und 784 m hoher Berg im Marie-Byrd-Land. Er ragt in den Ford Ranges unmittelbar südlich des Kopfendes des Arthur-Gletschers und 8 km nördlich des Mount Crow auf.
Entdeckt wurde er von der geologischen Mannschaft der United States Antarctic Service Expedition (1939–1941). Namensgeber ist der US-amerikanische Geologe Lawrence Allen Warner (1914–1991), Leiter dieser Mannschaft.